# Intento de golpe de Estado en Armenia de 2021
El intento de golpe de Estado en Armenia se refiere al detectado golpe de Estado y al memorando emitido por generales del ejército armenio, Onik Gasparián, para solicitar la renuncia del gabinete y del primer ministro Nikol Pashinián. Pashinián rechazó el llamamiento y declaró que él y su familia no saldrían de Armenia. El Servicio de Seguridad Nacional de Armenia hizo una declaración llamando a la gente a abstenerse de actos "que puedan amenazar la seguridad nacional".

## Antecedentes
Las protestas contra el gobierno pidiendo la renuncia del primer ministro Nikol Pashinián han iniciado en Armenia desde la derrota del país en la guerra de Nagorno-Karabaj de 2020.
El 23 de febrero de 2021, Pashinyan concedió una entrevista en la que, en respuesta a las afirmaciones del expresidente Serzh Sargsyan, puso en duda la eficacia de los misiles Iskander 9K720 suministrados por Rusia de Armenia, dando a entender que eran ineficaces cuando se utilizaron durante la guerra contra Azerbaiyán. Al día siguiente, el primer subjefe del Estado Mayor, Tiran Khachatryan, concedió una entrevista en la que, según se informa, se rio burlonamente de la afirmación de Pashinyan sobre la eficacia de los misiles; Khachatryan fue destituido de su cargo horas después. 

## Acontecimientos
El 25 de febrero de 2021, el jefe de gabinete dijo en un comunicado firmado por 40 altos funcionarios militares que Pashinián y el gobierno “ya no pueden tomar decisiones adecuadas en este fatídico momento de crisis para el pueblo armenio”. Añadiendo que su demanda fue provocada por la destitución por Pashinián del primer subjefe del ejército un día antes.
El primer ministro respondió a la declaración llamándola intento de golpe y pidió a sus aliados que se reunieran en la plaza principal de la República de la capital, Ereván.
Pashinián respondió a la declaración calificándola de intento de golpe militar y pidió a sus aliados que se reunieran en la principal Plaza de la República de la capital, Ereván.  Pashinián también firmó una orden destituyendo a Onik Gasparyan de su cargo. Mientras Pashinián reunía a sus partidarios en la Plaza de la República, la coalición opositora llamada movimiento de Salvación de la Patria celebró una manifestación paralela en la Plaza de la Libertad en apoyo de la declaración de los generales.  Durante su discurso a sus partidarios, Pashinyan volvió a sugerir elecciones anticipadas como la solución a la crisis política, pero declaró que solo dimitiría a petición del pueblo armenio.
Los manifestantes, encabezados por el Movimiento de Salvación de la Patria, bloquearon las calles alrededor del Parlamento durante la noche y montaron tiendas de campaña para presionar al gobierno para que se hiciera a un lado. Se convocó otra protesta a las 13:00 horas del día siguiente. 
Dos días después, el presidente armenio, Armen Sarkissian, rechazó la orden del primer ministro Nikol Pashinián de destituir a Onik Gasparyan, diciendo que partes del decreto violaban la Constitución. Pashinián inmediatamente se resintió de la moción para destituir a Gasparyan ante el presidente.  El 27 de febrero, más de 15.000 personas protestaron en la capital, Ereván, pidiendo la dimisión de Pashinián.
El 1 de marzo, Pashinián y la oposición volvieron a celebrar mítines rivales. Pashinián acusó a Onik Gasparián de traición y alegó que emitió la declaración pidiendo la renuncia de Pashinián por sugerencia del expresidente Serzh Sargsián. 
El 2 de marzo, el presidente Armen Sarkissian declaró una vez más su decisión de no firmar la moción para destituir a Gasparián y de presentar una apelación separada ante el Tribunal Constitucional de Armenia en relación con la decisión.  Sin embargo, como no envió la moción en sí misma al Tribunal Constitucional para su revisión, la destitución de Gasparyan entrará en vigor por fuerza de ley.   De acuerdo con la Constitución armenia, se supone que Gasparián será relevado de su cargo el 4 de marzo, aunque el Estado Mayor anunció que Gasparyan permanecerá en su cargo durante ocho días después de que el presidente presente su apelación ante el Tribunal Constitucional.   El 5 de marzo, Andranik Kocharyan, presidente del comité de defensa y seguridad del parlamento armenio, declaró que las responsabilidades de Gasparyan están siendo cumplidas por el ministro de Defensa Vagharshak Harutiunyan.

## Reacciones

### Nacionales
En la capital, Ereván, se realizaron manifestaciones tanto a favor del gobierno como a favor del intento de golpe.

### Internacionales
- Rusia: El ministro de Relaciones Exteriores de Rusia, Dmitri Peskov, afirmó que Rusia sigue los hechos con "preocupación".[1][22]
- Turquía: El ministro de Relaciones Exteriores de Turquía, Mevlüt Çavuşoğlu, declaró que el llamado a la renuncia por parte del ejército es inaceptable, y afirmó que Turquía está en contra del "intento de golpe de Estado".[23]
- Azerbaiyán: El presidente de Azerbaiyán, Ilham Aliyev, responsabilizó a los administradores armenios de los hechos.[24]
- Artsaj: El presidente de la no reconocida República de Artsaj Arayik Harutyunián expresó su extrema preocupación por los "recientes acontecimientos políticos internos de la República de Armenia" y advirtió que la derrota del bando armenio en la reciente guerra podría ser "aún más profunda y fatal" si todas las partes no mostraban contención. Ofreció sus servicios como mediador.[25]
- Suecia: La ministra de Asuntos Exteriores de Suecia, Ann Linde, ha expresado su preocupación por los últimos acontecimientos en Armenia, afirmando que "la situación debe resolverse sin violencia".[26]
- Unión Europea: Los coponentes de la Asamblea Parlamentaria del Consejo de Europa para el seguimiento de Armenia consideraron "inaceptable" la declaración emitida el 25 de febrero por la oficina del Estado Mayor, e hicieron un llamamiento "a todas las fuerzas políticas y a los actores estatales para que respeten plenamente los principios democráticos y la Constitución de Armenia, y tomen todas las medidas necesarias para desescalar inmediatamente la situación actual".[27]